# Migração interna no Brasil

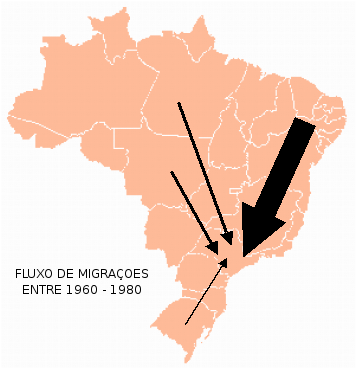
Décadas de 1960 a 1980.

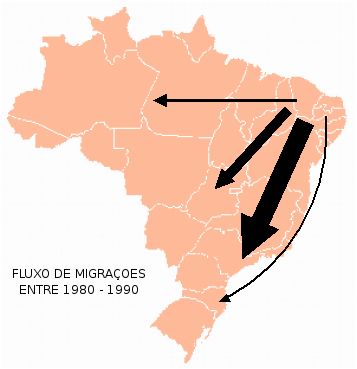
Décadas de 1980 a 1990.

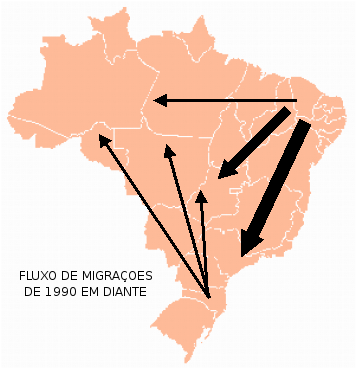
Década de 1990

A migração interna no Brasil acontece principalmente por motivos econômicos e desastres ecológicos. A população de um país não é apenas modificada pelas mortes e nascimentos de seus habitantes. É preciso levar em conta, também, os movimentos de entrada e de saída, ou seja, as migrações que ocorrem em seu território. As migrações internas são aquelas que se processam no interior de um país, como por exemplo, o êxodo rural, o que é constante no Brasil.
Um exemplo de migração foi aquela devido às secas que devastou o Nordeste brasileiro na década de 1960, que fizeram com que milhares de pessoas abandonassem suas casas no sertão brasileiro por falta de alternativa agrícola e políticas sociais na região. Outro exemplo histórico foi a migração de nordestinos para a região Norte do Brasil no fim do século XIX. Isto se deu por dois motivos: o início do ciclo da borracha e a grande seca que devastou a região Nordeste. Destaca-se também a movimentação de migrantes nordestinos e sulistas  em busca de uma melhora na vida na Região Sudeste do País, único pólo industrial brasileiro na década de 1970.
A história do povo brasileiro é uma história de migrações. A migração no Brasil não ocorreu nem ocorre por causa de guerras, mas pela inconstância dos ciclos econômicos e de uma economia planejada independentemente das necessidades da população.

## História
As migrações pelo território brasileiro estão associadas, como se nota ao longo da história, a fatores econômicos, desde o tempo da colonização pelos europeus. Quando terminou o ciclo da cana-de-açúcar na região Nordeste e teve o início do ciclo do ouro, em Minas Gerais e Goiás , houve um enorme deslocamento de pessoas em direção ao novo centro econômico do país. O ciclo da borracha atraiu grande quantidade de migrantes para  região da Amazônia. Graças ao ciclo do café e, posteriormente, com o processo de industrialização, a região Sudeste tornou-se o grande polo de atração de migrantes, que saíam de sua região de origem em busca de empregos ou melhores salários.
Acentua-se, então, o processo de êxodo rural, migração do campo para a cidade, em larga escala. No meio rural, a miséria e a pobreza agravadas pela falta de infraestruturas (educação, saúde, etc.), pela concentração de terras nas mãos dos latifundiários e pela mecanização das atividades agrárias, fazem com que a grande população rural seja atraída pelas perspectivas de um emprego urbano, que melhore o seu padrão de vida. Além disso, o acesso a serviços e ao comércio nas áreas urbanas, tornou-se o principal fator de atração para as grandes cidades.
No entanto, o que ocorreu no Brasil entre os anos 1940 e 1990, foi que as cidades não apresentavam uma oferta de empregos compatível com a procura, nem a economia urbana crescia na mesma velocidade em que a migração. Em consequência, crescia o desemprego e o subemprego no setor de serviços, com aumento do número de trabalhadores informais, vendedores ambulantes e  trabalhadores que vivem de fazer "bicos". Associado à falta de investimentos e ao reduzido planejamento do Estado na ampliação da infraestrutura urbana, isto contribuiu para a formação de um cinturão marginal nas cidades, ou seja, o surgimento de novas favelas, palafitas e invasões urbanas.
Atualmente, nos estados de São Paulo e Rio de Janeiro, já se registra maior saída de população das metrópoles em direção às cidades médias do interior do que em direção a estas metrópoles, embora estas continuem tendo crescimento populacional total positivo. A principal causa desse movimento é que estas metrópoles atualmente não apresentam taxas de crescimento econômico tão significativas, a infraestrutura de transportes é geralmente problemática, acompanhando uma relativa precariedade no atendimento de praticamente todos os serviços públicos, com índices de desemprego e criminalidade mais elevados do que a média das demais cidades. Já as cidades do interior do país, além de estarem passando por um período de crescimento econômico, oferecem melhor qualidade de vida à população.
As migrações internas têm sido alvo de análise, não apenas como resultantes de eventuais desequilíbrios econômicos, sociais ou demográficos, mas, principalmente, como elementos da organização espacial de uma sociedade. A migração pode ser definida como mobilidade espacial da população. Atualmente a maior parte das migrações não são mais inter-regionais, mas ocorrem dentro da mesma região. Além disso, alguns estados, que tradicionalmente apresentavam mais emigração, tornaram-se regiões de imigração, como Pernambuco, Bahia, Ceará, Paraíba e Rio Grande do Norte.